# Жестокие игры (телеигра)
«Жестокие игры» — экстремально-спортивное телешоу на «Первом канале», просуществовавшее 3 сезона. Российская адаптация телеигры «Полное уничтожение» на американском телеканале ABC. Премьера шоу в России прошла 7 марта 2010 года в 21:15 после программы «Время». Программа «Жестокие игры» является адаптацией формата «Wipeout», которая разработана компанией «Endemol», и снимается по лицензии телеканалами более чем 25 различных стран. Ведущие программы — Яна Чурикова, Кирилл Набутов и до 2-го сезона Дмитрий Дибров. В 3-м сезоне ведущие телешоу сами приняли участие.

## Правила игры
Специально для проведения шоу в 40 км от Буэнос-Айреса был построен конкурсный городок. Для участия в игре отбирается десять человек (пять женщин и пять мужчин). Отбор проходят как звёзды, так и обычные люди.
Команда из десяти человек — пятеро мужчин и женщин — проходят испытания на полосе препятствий. Игра разделена на четыре этапа. Победитель каждой игры проходит в финал сезона.
Шоу требует от участников хорошей спортивной формы и уверенности в себе. Все участники проходят подготовочную полосу МЧС. При отказе продолжать игру участник дисквалифицируется. В каждой серии проекта в игру вступает команда из десяти человек (пятерых мужчин и пятерых женщин), но каждый бьётся сам за себя.

## Испытания

### «Прямой удар» / «Грязное дело»
Квалификационный тур, который проходят все десять участников. Им надо за наименьшее время пройти полосу препятствий. Обычно она состоит из следующих частей:
1 вариант:
- Спуск на платформы.
- Испытание с грязью на равновесие — к примеру, шатающиеся планки, резиновые панцири, опрокидывающиеся кубики, кнопки на грязи. В 4 и 6 сериях были испытания с водой — брёвна и «грибы».
- Стена с боксёрскими перчатками (зачастую называется «стеной Кости Цзю»). Участникам надо как можно быстрее пройти стену из боксёрских перчаток, которые случайным образом ударяют участника. Если он не дошёл до серебряного захвата, ему придётся попробовать ещё раз.
- Большие шары — серия из четырёх огромных резиновых шаров, на которых участнику надо удерживать равновесие и дойти до противоположной стороны.
- Прыжок с тарзанкой — участник должен использовать тарзанку для приземления в спасательные круги, удерживания на стене остановки на платформе и т. д. для зачёта минимального времени. В случае падения, участнику придется либо подниматься до финиша, либо плыть до отдельной финишной платформы.

2 вариант:
- Спуск на платформы.
- Испытания с грязью: «Адские клавиши», Прыжок с тарзанкой, Шатающейся бочки.
- Стена с боксёрскими перчатками.
- Большие шары — серия из четырёх огромных резиновых шаров, на которых участнику надо удерживать равновесие и дойти до противоположной стороны. Если участник слишком долго стоит, готовясь к прыжку, — участника толкает молот-мотиватор.
- Испытания над водой — нужно прыгать на подвешенные платформы.

В третьем сезоне испытание стало третьим, и следовательно, его проходят 6 участников. Препятствия таковы:
- Спуск на платформы.
- Испытания с грязью (откидывающиеся платформы, кресты) или с водой (вращающиеся кольца).
- Стена с боксёрскими перчатками. Если участник не дошёл до серебряного захвата, ему придётся попробовать ещё раз.
- Большие шары.
- Вращающееся колесо с фигурами (квадратом, кругом, треугольником), через которое участнику надо пройти, либо прыгнув в фигуру с платформы или батута, либо съехав с «детской» горки.

Те двое участников, которые показали худшее время, выбывают из игры. Также из игры выбывают те, кто отказался выступать дальше. Победитель каждой группы получает 5 (в первом сезоне) или 10 (во втором и третьем сезонах) секунд бонусного времени.
В третьем сезоне абсолютный рекорд по прохождению данного препятствия принадлежит Сергею Улегину, который «пролетел» этот конкурс всего за 1 минуту 4 секунды.

### «Боевое крещение»
Используется с 3 сезона. Участвуют все 10 участников. Им надо: пробежать по какой-либо из трёх вращающихся зелёных стрелок в центр круга и выбежать из него по красной. Всё это время в противоположную сторону будет крутиться крестовина, которая пытается сбить участников. Проползать под ней нельзя. С красной стрелки участник попадает на качающуюся платформу, а с неё — на финиш. В последних 4 сериях в этом испытании применялось усложнение в виде «душа» из мыльной пены.

### «Сбитый лётчик»
В этом конкурсе принимают участие оставшиеся участники. Стоя на высоких и узких подиумах, необходимо перепрыгивать через вращающуюся планку, которая с каждым вращением поднимается выше и ускоряется. На конце планки устанавливаются разные препятствия: одиночный валик, кольцо, резиновые вертикальные столбики и так далее. Первые двое участников каждого пола, которые упадут с подиума, покидают игру. Победитель получает 5 (в первом сезоне), 10 (во втором) секунд бонусного времени.
Во 2 сезоне 8 игры победителем стал Илья Новиков, и это был самый короткий «Сбитый лётчик».

### «Зона перегрузки» / «Адский марафон»
Участников сначала раскручивают на вращающейся установке до головокружения, после чего им надо пройти небольшой курс препятствий, который требует отличного чувства равновесия — это повторяется дважды. Те участники, которые финишируют первыми в забегах, проходят в финал состязания и получают бонусные 5 (в первом сезоне), 10 (во втором и третьем сезонах) секунд. Из игры выбывают двое самых медленных участников.

### «Особо опасен» / «Огненная земля»
В конкурсе принимают участие четверо лучших. Каждому из них предстоит пройти большую полосу препятствий:
1 вариант (использовался в первом сезоне, 5-8 сериях второго сезона) :
- Спуск с крутой горки;
- Бревно, намазанное маслом;
- Катящиеся бочки, через которые необходимо перепрыгивать;
- «Стена плача» (стена с потоками воды) — необходимо использовать специальные захваты в стене, чтобы добраться до её конца;
- Вращающегося конуса с выступами, за которые надо зацепиться и прыгнуть на другой мат;
- Неровного крутящегося бревна;
- Батутов, на которые надо прыгать, чтобы добраться до финиша.
- Финальная платформа и финальная кнопка.

2 вариант(использовался в 1-4,9 сериях второго сезона и третьем сезоне):
- Спуск с крутой горки;
- Наклонная плоскость с мощным потоком воды;
- «Стена плача»;
- Дорожка и столбы и 2 стрелки которые норовят сбить участников;
- 3 платформы с препятствиями (домики, столбы) или без них;
- Финальная платформа и финальная кнопка.

Победителем среди двоих участников считается тот, кто показал лучшее время.

### «Железный фактор» (1-й сезон)
Если оба игрока одного пола покажут одинаковое время, то в начале следующей игры проводится «тай-брейк» — игра «Железный фактор». Участники хватаются за перекладину, закреплённую за вертолёт, который затем начинает делать виражи, всё быстрее и быстрее. Тот из них, кто дольше продержится над водой, выигрывает.
Финальное испытание: В финале испытание «Железный фактор» представляло собой подвешенную на большую высоту конструкцию. Участнику-мужчине нужно было пройти по ней, собирать и бросать вниз флажки. Победителем считался участник, прошедший испытание за наименьшее время

### «Адский марафон» (1-й сезон)
В первом варианте испытания участники должны были как можно дольше удержаться на беговой дорожке и уклоняться от огромного шара, который был сверху и опускался вниз. Во 2-м варианте испытания участники должны были пройти беговую дорожку за минимальное время. Препятствия — подвешенные маты и шарики, которые организаторы бросали под ноги участникам. Испытание «Адский марафон» со 2 сезона было упразднено и было заменено испытанием «Зона перегрузки».

### «Чёртово колесо»
Использовалось со 2 сезона.
Участники стоят на огромных гвоздях, а недалеко от них крутятся 3 стрелки. Одна из них — это мостик, через который надо перелезть в центр и сесть на сидушку. Другие 2 стрелки пытаются сбить с мостика участника.
В следующий тур проходят 6 участников из 8.
В третьем сезоне название «Чёртово колесо» приняло новое испытание, в котором участнику надо дольше всех держаться на бегу по вращающемуся назад конусу, перепрыгивая при этом сбивающую рогатку.

### «Аргентинская дуэль»
В первом сезоне она проводилась только единожды из-за одинакового результата двух участников в финале предыдущей игры и тогда имела название «Железный фактор». Во втором и третьем сезонах в выпусках появлялись специальные гости, которые имели право вернуть в игру одного участника. После двух выпусков выбранные участники встречались в аргентинской дуэли. Правила этих дуэлей были различными. Тот, кто одерживал победу в дуэли, получал право участвовать в новом выпуске, а тот, кто проигрывал, отправлялся домой.

#### Список аргентинских дуэлей
| Сезоны | Участник 1         | Участник 2            | Победитель       | Причина дуэли                                                            | Результат дуэли |
| ------ | ------------------ | --------------------- | ---------------- | ------------------------------------------------------------------------ | --- |
| 1      | Юрий Кунаков       | Алексей Воробьёв      | Алексей Воробьёв | Одинаковый результат в финале предыдущей игры                            | Победа Алексея Воробьёва и возвращение Юрия Кунакова в проект                                                                               |
| 2      | Дмитрий Носов      | Аристарх Венес        | Дмитрий Носов    | Выбор звёздного эксперта                                                 | Победа и возвращение Дмитрия Носова в проект                                                                                                |
| 2      | Влад Соколовский   | Анатолий Пашинин      | Влад Соколовский | Выбор звёздного эксперта                                                 | Победа и возвращение Влада Соколовского в проект                                                                                            |
| 2      | Юрий Торсуев       | Станислав Ярушин      | Юрий Торсуев     | Выбор звёздного эксперта                                                 | По результатам дуэли победил Станислав Ярушин, но из-за своей давней травмы плеча, он отдал своё место в проекте Юрию Торсуеву              |
| 2      | Нина Альперович    | Татьяна Пономарёва    | —                | Выбор звёздного эксперта                                                 | Нине Альперович во время испытания в ухо залез опарыш, а Татьяна Пономарёва вовремя не успела закончить испытание, из-за чего обе проиграли |
| 3      | Илья Новиков       | Данила Поляков        | Данила Поляков   | Выбор звёздного эксперта                                                 | Победа и возвращение Данилы Полякова в проект                                                                                               |
| 3      | Джульетта Баширова | Анна Кожникова        | Анна Кожникова   | Одинаковый результат в финале предыдущей игры и выбор звёздного эксперта | Победа Анны Кожниковой и возвращение Джульетты Башировой в проект                                                                           |
| 3      | Сергей Улегин      | Александр Емельяненко | Сергей Улегин    | Выбор звёздного эксперта                                                 | Победа и возвращение Сергея Улегина в проект                                                                                                |

## Сезоны

### 1-й сезон
Передачи первого сезона транслировались с 7 марта по 15 мая 2010 года.
Всего — 69 участников.

#### 1-я игра
| Команда мужчин                  | Команда женщин                            | Финалисты                      |
| ------------------------------- | ----------------------------------------- | ------------------------------ |
| Александр Пашутин (актёр)       | Анастасия Цветаева (актриса)              | Алексей Свирин* Ольга Ефремова |
| Виктор Салтыков (певец)         | Лера Кудрявцева (телеведущая)             | Алексей Свирин* Ольга Ефремова |
| Игорь Спиридонов (альпинист)    | Олеся Коваленко (сумоистка)               | Алексей Свирин* Ольга Ефремова |
| Тимур Родригез (шоумен)         | Ольга Ефремова (актриса)                  | Алексей Свирин* Ольга Ефремова |
| Хаджимурат Аккаев (тяжелоатлет) | Татьяна Каракулова (продавец-консультант) | Алексей Свирин* Ольга Ефремова |

#### 2-я игра
| Команда мужчин                | Команда женщин                          | Финалисты                          |
| ----------------------------- | --------------------------------------- | ---------------------------------- |
| Алексей Воробьёв (певец)      | Антонина Саввидес (кондитер)            | Алексей Воробьёв Екатерина Волкова |
| Дмитрий Клоков (тяжелоатлет)  | Галина Максимова (менеджер-организатор) | Алексей Воробьёв Екатерина Волкова |
| Константин Бурдаев (певец)    | Гульсем Тинчурина (логист)              | Алексей Воробьёв Екатерина Волкова |
| Сергей Сафронов (иллюзионист) | Екатерина Волкова (актриса)             | Алексей Воробьёв Екатерина Волкова |
| Юрий Кунаков (прыгун)         | Эвелина Блёданс (актриса)               | Алексей Воробьёв Екатерина Волкова |

#### 3-я игра
| Команда мужчин                  | Команда женщин                       | Финалисты                        |
| ------------------------------- | ------------------------------------ | -------------------------------- |
| Алексей Марков (велогонщик)     | Елена Гришаева (фитнес-инструктор)   | Юрий Кунаков Елена Замолодчикова |
| Влад Топалов (певец)            | Елена Замолодчикова (гимнастка)      | Юрий Кунаков Елена Замолодчикова |
| Дмитрий Брекоткин (телеведущий) | Женя Малахова (певица)               | Юрий Кунаков Елена Замолодчикова |
| Павел Самошкин (бизнесмен)      | Ксения Стриж (радиоведущая)          | Юрий Кунаков Елена Замолодчикова |
| Юрий Кунаков (прыгун)           | Ольга Чернова (менеджер по продажам) | Юрий Кунаков Елена Замолодчикова |

#### 4-я игра
| Команда мужчин                    | Команда женщин                 | Финалисты                     |
| --------------------------------- | ------------------------------ | ----------------------------- |
| Алексей Свирин (гребец)           | Ирина Дубцова (певица)         | Иван Николаев Марина Баженова |
| Евгений Смирнов (цирковой артист) | Корнелия Манго (певица)        | Иван Николаев Марина Баженова |
| Иван Николаев (актёр)             | Марина Баженова (брокер)       | Иван Николаев Марина Баженова |
| Крис Кельми (певец)               | Марина Шаинова (тяжелоатлетка) | Иван Николаев Марина Баженова |
| Сергей Бабаев (телеведущий)       | Наталья Сенчукова (певица)     | Иван Николаев Марина Баженова |

#### 5-я игра
| Команда мужчин              | Команда женщин               | Финалисты                       |
| --------------------------- | ---------------------------- | ------------------------------- |
| Алексей Дорош (банкир)      | Виктория Дайнеко (певица)    | Никита Пресняков Елена Кулецкая |
| Максим Дрозд (актёр)        | Елена Кулецкая (модель)      | Никита Пресняков Елена Кулецкая |
| Никита Пресняков (актёр)    | Елена Посевина (гимнастка)   | Никита Пресняков Елена Кулецкая |
| Николай Лукинский (юморист) | Лада Дэнс (певица)           | Никита Пресняков Елена Кулецкая |
| Хасан Бароев (борец)        | Лариса Матвейчук (медсестра) | Никита Пресняков Елена Кулецкая |

#### 6-я игра
| Команда мужчин                    | Команда женщин                        | Финалисты                         |
| --------------------------------- | ------------------------------------- | --------------------------------- |
| Анастасия Трегубова (телеведущая) | Антон Голоцуцков (гимнаст)            | Антон Голоцуцков Екатерина Юрьева |
| Екатерина Юрьева (биатлонистка)   | Дмитрий Банарь (технический директор) | Антон Голоцуцков Екатерина Юрьева |
| Елена Петро (домохозяйка)         | Егор Пазенко (актёр)                  | Антон Голоцуцков Екатерина Юрьева |
| Ольга Кокорекина (телеведущая)    | Максим Покровский (певец)             | Антон Голоцуцков Екатерина Юрьева |
| Татьяна Герасимова (телеведущая)  | Максим Шевляков (студент)             | Антон Голоцуцков Екатерина Юрьева |

#### 7-я игра
| Команда мужчин                | Команда женщин               | Финалисты                       |
| ----------------------------- | ---------------------------- | ------------------------------- |
| Александр Ильин (экономист)   | Аврора (телеведущая)         | Алексей Полихун Алёна Свиридова |
| Алексей Полихун (журналист)   | Алёна Свиридова (певица)     | Алексей Полихун Алёна Свиридова |
| Дмитрий Шепелев (телеведущий) | Вита Самойлова (телеведущая) | Алексей Полихун Алёна Свиридова |
| Игорь Склизков (тамада)       | Ирина Таранич (инженер)      | Алексей Полихун Алёна Свиридова |
| Сергей Панов (баскетболист)   | Лариса Ильченко (пловчиха)   | Алексей Полихун Алёна Свиридова |

#### Финал сезона
| Игра | Пара                                 | Победители                       |
| ---- | ------------------------------------ | -------------------------------- |
| 1    | Алексей Свирин и Ольга Ефремова      | Юрий Кунаков Елена Замолодчикова |
| 2    | Алексей Воробьёв и Екатерина Волкова | Юрий Кунаков Елена Замолодчикова |
| 3    | Юрий Кунаков и Елена Замолодчикова   | Юрий Кунаков Елена Замолодчикова |
| 4    | Иван Николаев и Марина Баженова      | Юрий Кунаков Елена Замолодчикова |
| 5    | Никита Пресняков и Елена Кулецкая    | Юрий Кунаков Елена Замолодчикова |
| 6    | Антон Голоцуцков и Екатерина Юрьева  | Юрий Кунаков Елена Замолодчикова |
| 7    | Алексей Полихун и Алёна Свиридова    | Юрий Кунаков Елена Замолодчикова |

* ↑  По решению финалиста 1-й игры Александра Пашутина

### 2-й сезон
Передачи второго сезона транслировались с 27 февраля по 28 мая 2011 года.
Всего — 77 участников.

#### 1-я игра
| Команда мужчин              | Команда женщин                | Финалисты                   |
| --------------------------- | ----------------------------- | --------------------------- |
| Александр Баширов (актёр)   | Анна Шишкина (дизайнер)       | Антон Русанов Юлия Тимонина |
| Александр Устюгов (актёр)   | Ксения Бородина (телеведущая) | Антон Русанов Юлия Тимонина |
| Антон Русанов (врач-хирург) | Роза Сябитова (телеведущая)   | Антон Русанов Юлия Тимонина |
| Дмитрий Носов (дзюдоист)    | Юлия Такшина (актриса)        | Антон Русанов Юлия Тимонина |
| Леонид Овруцкий (певец)     | Юлия Тимонина (певица)        | Антон Русанов Юлия Тимонина |

#### 2-я игра
| Команда мужчин               | Команда женщин                    | Финалисты                         |
| ---------------------------- | --------------------------------- | --------------------------------- |
| Андрей Зибров (актёр)        | Елена Папанова (актриса)          | Николай Круглов Наталья Деркачёва |
| Антон Чех (финансист)        | Наталья Деркачёва (преподаватель) | Николай Круглов Наталья Деркачёва |
| Аристарх Венес (актёр)       | Светлана Конеген (журналистка)    | Николай Круглов Наталья Деркачёва |
| Николай Круглов (биатлонист) | Станислава Комарова (пловчиха)    | Николай Круглов Наталья Деркачёва |
| Павел Кашин (певец)          | Татьяна Терёшина (певица)         | Николай Круглов Наталья Деркачёва |

#### 3-я игра
| Команда мужчин               | Команда женщин                     | Финалисты                     |
| ---------------------------- | ---------------------------------- | ----------------------------- |
| Александр Кузнецов (актёр)   | Анастасия Кочеткова (певица)       | Дмитрий Носов Мария Федотова* |
| Виктор Набутов (телеведущий) | Динара Сафина (теннисистка)        | Дмитрий Носов Мария Федотова* |
| Влад Соколовский (певец)     | Елена Кондулайнен (актриса)        | Дмитрий Носов Мария Федотова* |
| Григорий Антипенко (актёр)   | МариКа (телеведущая)               | Дмитрий Носов Мария Федотова* |
| Дмитрий Носов (дзюдоист)     | Мария Федотова (цирковая артистка) | Дмитрий Носов Мария Федотова* |

#### 4-я игра
| Команда мужчин               | Команда женщин                                | Финалисты                             |
| ---------------------------- | --------------------------------------------- | ------------------------------------- |
| Алексей Клементьев (таксист) | Анжелика Крылова (фигуристка)                 | Александр Устюгов* Екатерина Федулова |
| Анатолий Пашинин (актёр)     | Виктория Боня (телеведущая)                   | Александр Устюгов* Екатерина Федулова |
| Максим Виторган (актёр)      | Екатерина Федулова (актриса)                  | Александр Устюгов* Екатерина Федулова |
| Павел Прилучный (актёр)      | Людмила Калиберда (директор вагона-ресторана) | Александр Устюгов* Екатерина Федулова |
| Юрий Аскаров (юморист)       | Сабина Ахмедова (актриса)                     | Александр Устюгов* Екатерина Федулова |

#### 5-я игра
| Команда мужчин                   | Команда женщин                | Финалисты                      |
| -------------------------------- | ----------------------------- | ------------------------------ |
| Влад Соколовский (певец)         | Виктория Горина (косметолог)  | Влад Соколовский Юлия Чичерина |
| Игорь Третьяков (врач-гинеколог) | Мария Лиепа (актриса)         | Влад Соколовский Юлия Чичерина |
| Марк Тишман (певец)              | Светлана Мастеркова (бегунья) | Влад Соколовский Юлия Чичерина |
| Никита Зверев (актёр)            | Юлия Маврина (актриса)        | Влад Соколовский Юлия Чичерина |
| Павел Баршак (актёр)             | Юлия Чичерина (певица)        | Влад Соколовский Юлия Чичерина |

#### 6-я игра
| Команда мужчин            | Команда женщин                 | Финалисты                         |
| ------------------------- | ------------------------------ | --------------------------------- |
| Вадим Олейник (певец)     | Вера Болотина (преподаватель)  | Владимир Дантес* Екатерина Гордон |
| Вилле Хаапасало (актёр)   | Екатерина Гордон (телеведущая) | Владимир Дантес* Екатерина Гордон |
| Станислав Ярушин (актёр)  | Ирада Зейналова (телеведущая)  | Владимир Дантес* Екатерина Гордон |
| Филипп Асташов (пожарный) | Мария Сёмкина (актриса)        | Владимир Дантес* Екатерина Гордон |
| Юрий Торсуев (актёр)      | Оксана Казакова (фигуристка)   | Владимир Дантес* Екатерина Гордон |

#### 7-я игра
| Команда мужчин         | Команда женщин                | Финалисты                     |
| ---------------------- | ----------------------------- | ----------------------------- |
| Алексей Мишин (борец)  | Анастасия Сиваева (актриса)   | Антон Ескин Анастасия Сиваева |
| Андрей Кайков (актёр)  | Нина Альперович (домохозяйка) | Антон Ескин Анастасия Сиваева |
| Антон Ескин (актёр)    | Светлана Лазарева (певица)    | Антон Ескин Анастасия Сиваева |
| Виктор Логинов (актёр) | Софья Великая (фехтовальщица) | Антон Ескин Анастасия Сиваева |
| Юрий Торсуев (актёр)   | Юлия Беретта (певица)         | Антон Ескин Анастасия Сиваева |

#### 8-я игра
| Команда мужчин              | Команда женщин                 | Финалисты                 |
| --------------------------- | ------------------------------ | ------------------------- |
| Авнэр Вэриус (музыкант)     | Елена Перова (певица)          | Илья Новиков Елена Перова |
| Александр Дитятин (гимнаст) | Елена Потанина (знаток)        | Илья Новиков Елена Перова |
| Александр Песков (пародист) | Наталья Антюх (бегунья)        | Илья Новиков Елена Перова |
| Арчи (телеведущий)          | Татьяна Пономарёва (секретарь) | Илья Новиков Елена Перова |
| Илья Новиков (знаток)       | Юлианна Шахова (телеведущая)   | Илья Новиков Елена Перова |

#### Финал сезона
| Игра | Пара                                   | Победители                    |
| ---- | -------------------------------------- | ----------------------------- |
| 1    | Антон Русанов и Юлия Тимонина          | Антон Ескин Анастасия Сиваева |
| 2    | Николай Круглов и Наталья Деркачёва    | Антон Ескин Анастасия Сиваева |
| 3    | Дмитрий Носов и Мария Федотова         | Антон Ескин Анастасия Сиваева |
| 4    | Александр Устюгов и Екатерина Федулова | Антон Ескин Анастасия Сиваева |
| 5    | Влад Соколовский и Юлия Чичерина       | Антон Ескин Анастасия Сиваева |
| 6    | Владимир Дантес и Екатерина Гордон     | Антон Ескин Анастасия Сиваева |
| 7    | Антон Ескин и Анастасия Сиваева        | Антон Ескин Анастасия Сиваева |
| 8    | Илья Новиков и Елена Перова            | Антон Ескин Анастасия Сиваева |

* ↑  Из-за травмы финалистки 3-й игры Анастасии Кочетковой
* ↑  Из-за травмы финалиста 4-й игры Павла Прилучного
* ↑  По решению финалиста 6-й игры Вадима Олейника

### 3-й сезон
Передачи третьего сезона транслировались с 21 апреля по 7 июля 2012 года.
Всего — 67 участников.

#### 1-я игра
| Команда мужчин            | Команда женщин               | Финалисты          |
| ------------------------- | ---------------------------- | ------------------ |
| Алексей Ягудин (фигурист) | Анастасия Кочеткова (певица) | Арчи Юлия Тимонина |
| Арчи (телеведущий)        | Елена Кулецкая (модель)      | Арчи Юлия Тимонина |
| Илья Новиков (знаток)     | Корнелия Манго (певица)      | Арчи Юлия Тимонина |
| Марк Тишман (певец)       | Татьяна Терёшина (певица)    | Арчи Юлия Тимонина |
| Филипп Асташов (пожарный) | Юлия Тимонина (певица)       | Арчи Юлия Тимонина |

#### 2-я игра
| Команда мужчин                   | Команда женщин                   | Финалисты                      |
| -------------------------------- | -------------------------------- | ------------------------------ |
| Александр Пряников (телеведущий) | Дарья Миронова (экстрасенс)      | Алексей Наумов Елена Кулецкая* |
| Алексей Наумов (мотогонщик)      | Ольга Хохлова (актриса)          | Алексей Наумов Елена Кулецкая* |
| Виктор Васильев (телеведущий)    | Наталья Батова (бодибилдир)      | Алексей Наумов Елена Кулецкая* |
| Влад Дёмин (актёр)               | Светлана Зейналова (телеведущая) | Алексей Наумов Елена Кулецкая* |
| Данила Поляков (модель)          | Яна Чурикова (телеведущая)       | Алексей Наумов Елена Кулецкая* |

#### 3-я игра
| Команда мужчин                    | Команда женщин              | Финалисты                      |
| --------------------------------- | --------------------------- | ------------------------------ |
| Александр Иванов (певец)          | Бьянка (певица)             | Герман Бухаров Дарья Екамасова |
| Герман Бухаров (тренинг-менеджер) | Дарья Екамасова (актриса)   | Герман Бухаров Дарья Екамасова |
| Данила Поляков (модель)           | Ирина Ортман (певица)       | Герман Бухаров Дарья Екамасова |
| Кирилл Набутов (телеведущий)      | Мария Зарецкая (заведующая) | Герман Бухаров Дарья Екамасова |
| Сергей Харитонов (борец)          | Мария Цигаль (дизайнер)     | Герман Бухаров Дарья Екамасова |

#### 4-я игра
| Команда мужчин           | Команда женщин                    | Финалисты                     |
| ------------------------ | --------------------------------- | ----------------------------- |
| T-killah (певец)         | Агата Муцениеце (актриса)         | Сергей Ашихмин Анна Кожникова |
| Артём Иванов (певец)     | Анна Кожникова (футболистка)      | Сергей Ашихмин Анна Кожникова |
| Игорь Письменный (актёр) | Анна Кузина (актриса)             | Сергей Ашихмин Анна Кожникова |
| Митя Фомин (певец)       | Анна Цуканова (актриса)           | Сергей Ашихмин Анна Кожникова |
| Сергей Ашихмин (певец)   | Джульетта Баширова (радиоведущая) | Сергей Ашихмин Анна Кожникова |

#### 5-я игра
| Команда мужчин             | Команда женщин                    | Финалисты                      |
| -------------------------- | --------------------------------- | ------------------------------ |
| Алексей Гоман (певец)      | Дарья Повереннова (актриса)       | Виталий Минаков Кристина Асмус |
| Виталий Минаков (самбист)  | Джульетта Баширова (радиоведущая) | Виталий Минаков Кристина Асмус |
| Даниил Белых (актёр)       | Елена Третьякова (певица)         | Виталий Минаков Кристина Асмус |
| Дмитрий Кожома (актёр КВН) | Ксения Роменкова (актриса)        | Виталий Минаков Кристина Асмус |
| Кирилл Батишта (певец)     | Кристина Асмус (актриса)          | Виталий Минаков Кристина Асмус |

#### 6-я игра
| Команда мужчин                | Команда женщин                 | Финалисты                     |
| ----------------------------- | ------------------------------ | ----------------------------- |
| Александр Емельяненко (борец) | Алёна Водонаева (телеведущая)  | Григорий Дрозд Ирина Синицина |
| Григорий Дрозд (боксёр)       | Алиса Селезнёва (радиоведущая) | Григорий Дрозд Ирина Синицина |
| Роман Архипов (певец)         | Анна Чурина (актриса)          | Григорий Дрозд Ирина Синицина |
| Сергей Улегин (гребец)        | Ирина Антоненко (модель)       | Григорий Дрозд Ирина Синицина |
| Эндрю Нджогу (актёр КВН)      | Ирина Синицина (ресторатор)    | Григорий Дрозд Ирина Синицина |

#### 7-я игра
| Команда мужчин                   | Команда женщин                          | Финалисты                        |
| -------------------------------- | --------------------------------------- | -------------------------------- |
| Владимир Дятчин (пловец)         | Алёна Карташова (борец)                 | Владимир Дятчин Наталья Фрейдина |
| Вячеслав Жеребкин (певец)        | Ирина Обухова (психолог)                | Владимир Дятчин Наталья Фрейдина |
| Вячеслав Манучаров (телеведущий) | Ольга Аверьянова (менеджер по продажам) | Владимир Дятчин Наталья Фрейдина |
| Иван Моховиков (актёр)           | Наталья Фрейдина (автогонщица)          | Владимир Дятчин Наталья Фрейдина |
| Сергей Улегин (гребец)           | Светлана Сурганова (певица)             | Владимир Дятчин Наталья Фрейдина |

#### Финал сезона
| Игра | Пара                               | Победители                    |
| ---- | ---------------------------------- | ----------------------------- |
| 1    | Арчи и Юлия Тимонина               | Сергей Ашихмин Анна Кожникова |
| 2    | Алексей Наумов и Елена Кулецкая    | Сергей Ашихмин Анна Кожникова |
| 3    | Герман Бухаров и Дарья Екамасова   | Сергей Ашихмин Анна Кожникова |
| 4    | Сергей Ашихмин и Анна Кожникова    | Сергей Ашихмин Анна Кожникова |
| 5    | Виталий Минаков и Кристина Асмус   | Сергей Ашихмин Анна Кожникова |
| 6    | Григорий Дрозд и Ирина Синицина    | Сергей Ашихмин Анна Кожникова |
| 7    | Владимир Дятчин и Наталья Фрейдина | Сергей Ашихмин Анна Кожникова |

* ↑  Выбор финалиста 2-й игры Алексея Наумова

## Звёздные эксперты

### Первый сезон
| Игра  | Эксперт                        |
| ----- | ------------------------------ |
| 1     | Алексей Ягудин (фигурист)      |
| 2     | Михаил Грушевский (юморист)    |
| 3     | Александр Ф. Скляр (музыкант)  |
| 4     | Антон Привольнов (телеведущий) |
| 5     | Ирина Слуцкая (фигуристка)     |
| 6     | Анастасия Заворотнюк (актриса) |
| 7     | Юрий Николаев (телеведущий)    |
| Финал | Ольга Корбут (гимнастка)       |

### Второй сезон
| Игра     | Эксперт                        | Выбор участника для «Аргентинской дуэли» |
| -------- | ------------------------------ | ---------------------------------------- |
| 1        | Дмитрий Нагиев (телеведущий)   | Дмитрий Носов                            |
| 2        | Николай Валуев (боксёр)        | Аристарх Венес                           |
| 3        | Вячеслав Фетисов (хоккеист)    | Влад Соколовский                         |
| 4        | Александр Цекало (телеведущий) | Анатолий Пашинин                         |
| 5        | Лариса Гузеева (актриса)       | —                                        |
| 6        | Пётр Толстой (телеведущий)     | Станислав Ярушин и Юрий Торсуев          |
| 7        | Анна Шатилова (диктор)         | Нина Альперович                          |
| 8        | Борис Крюк (телеведущий)       | Татьяна Пономарёва                       |
| Дайджест | Дмитрий Дибров (телеведущий)   | —                                        |
| Финал    | Надежда Бабкина (певица)       | —                                        |

### Третий сезон
| Игра  | Эксперт                       | Выбор участника для «Аргентинской дуэли» |
| ----- | ----------------------------- | ---------------------------------------- |
| 1     | Надежда Бабкина (певица)      | Илья Новиков                             |
| 2     | Павел Астахов (адвокат)       | Данила Поляков                           |
| 3     | Александр Ф. Скляр (музыкант) | —                                        |
| 4     | Ольга Слуцкер (бизнесвумен)   | Анна Кожникова и Джульетта Баширова      |
| 5     | Лариса Гузеева (актриса)      | —                                        |
| 6     | Николай Валуев (боксёр)       | Александр Емельяненко и Сергей Улегин    |
| 7     | Дмитрий Нагиев (телеведущий)  | —                                        |
| Финал | Дмитрий Дибров (телеведущий)  | —                                        |